# Río Lonquén
El río Lonquén es un curso natural de agua que nace en la Región de Ñuble, en Chile, y desemboca en el río Itata de cuyo cauce inferior es su más importante afluente por el norte.

## Trayecto
El Lonquén nace de la confluencia de los esteros Trepaneo e Itriuque, unos 5 kilómetros al este del pueblo de Ninhue. Durante su trayecto hasta el Itata drena alrededor de 1075 km² de cerros costeros en torno a la ciudad de Quirihue. Su red de drenaje es extraordinariamente compleja.
En su camino de 60 km, recibe aportes de numerosos esteros tributarios, entre los cuales cabe mencionar el Vamuco, el Reloca y el Santa Rosa por su ribera norte o derecha, y los esteros Giampuli¡ Tauco y Leuque por la izquierda.: 416 

## Caudal y régimen
La completa cuenca del Itata es dividida por la Dirección General de Aguas en tres grandes subcuencas, por cierto, la subcuenca alta del Ñuble, la subcuenca baja del Ñuble y la subcuenca del Itata. Esta última comprende el área drenada por el río Itata, sin contar su principal afluente, el río Ñuble.
Al igual que la subcuenca baja del Ñuble, la subcuenca del Itata, que incluye a la cuenca del río Lonquén, muestra un marcado régimen pluvial, con sus crecidas en invierno y menores caudales en verano. En años lluviosos los mayores caudales ocurren entre junio y julio, mientras que los menores lo hacen entre enero y marzo. En años secos los mayores caudales se presentan entre julio y septiembre, mientras que los menores ocurren entre diciembre y mayo. El período de estiaje ocurre en el trimestre dado por los meses de enero, febrero y marzo.: 57–58 

## Historia
Francisco Astaburuaga escribió en 1899 en su obra póstuma Diccionario geográfico de la República de Chile sobre el río:
Lonquén (Río de).-—Riachuelo del departamento de Itata que tiene origen en la serranía de sus límites orientales á corta distancia al E. de la aldea de Pocillas. Corre hacia el O. por el lado sur del cerro de Ninhue; prosigue después hacia el SO., pasando por el costado norte de la aldea su nombre y va á echarse en la derecha del río Itata más abajo de este caserío, al cabo de unos 60 kilómetros de curso. En su sección le denominan riachuelo del Guindo por un fundo de este título, que por aquí baña, y en su parte inferior suelen darle el nombre de Santa Rosa; recibiendo también por esta parte unos arroyos que aumentan su caudal, que no es crecido, sin embargo, sino en invierno. Sus riberas son generalmente quebradas, pero adaptables al cultivo.